# Ulica Głęboka w Cieszynie
Ulica Głęboka w Cieszynie – reprezentacyjna ulica Cieszyna, łącząca wzgórze zamkowe z cieszyńskim rynkiem. W jej ciągu zlokalizowane jest kilkadziesiąt zabytkowych kamienic mieszczących m.in. wiele sklepów (z zabytkowymi lub stylizowanymi witrynami i wnętrzami) oraz pracowni, a także muzeum i bibliotekę. Był to najważniejszy trakt handlowy miasta, którego charakterystycznym elementem były podcienie (z niem. lauby).

## Nazwa
Nazwa ulicy zmieniała się wielokrotnie i w kolejności chronologicznej była to ulica: Polska, Głęboka, Arcyksiężnej Stefanii, Arcyksięcia Karola, Głęboka, Legionów oraz Armii Czerwonej.
Pierwsza nazwa, ulica Polska, wymieniana jest w źródłach historycznych w 1514 roku. Jej etymologię można wywodzić z faktu, iż była częścią szlaku handlowego prowadzącego z Moraw do Polski. Innym wyjaśnieniem takiego miana mogli być mieszkający przy niej w średniowieczu Polacy.
W 1662 roku na planach administracyjnych pojawia się ulica Hluboka, czyli Głęboka. Nazwa powstała od pogrążonej formy ulicy, którą z dwóch stron otaczały wysokie chodniki.
Obie nazwy, Głęboka i Polska, do końca XIX wieku istniały równolegle – jako ulica Polska od Rynku do Starego Targu i ulica Głęboka od Starego Targu do ul. Zamkowej. Był też czas, gdy najkrótszy odcinek obecnej ulicy Głębokiej – 50-metrowy fragment prowadzący od rynku do Placu Świętego Krzyża, nosił nazwę ulicy Parafialnej.
W roku 1881 cała ulica otrzymała nazwę na cześć Stefanii Koburg – Kronprinzessin Stephaniestrasse (wszystkie tablice uliczne posiadały niemieckie nazwy), która w tym czasie poślubiła arcyksięcia Rudolfa Habsburga.
Następna zmiana nazwy nastąpiła celem uhonorowania następcy tronu arcyksięcia Karola Franciszka Józefa (Erzherzog Karl Franz Josef Strasse), który w roku 1916 został władcą Austro-Węgier.
Kolejna zmiana nastąpiła pięć lat później, w 1920 roku, kiedy ulica powróciła do nazwy Głęboka. Z kolei w roku 1934 arterię przemianowano na ulicę Legionów. W takiej formie funkcjonowała do II wojny światowej, kiedy niemieccy okupanci przywrócili jej nazwę Głęboka, ale w języku niemieckim, czyli Tiefe Gasse. Po zakończeniu wojny władze komunistyczne ponownie zmieniły nazwę, tym razem na ulicę Armii Czerwonej; pod takim określeniem przetrwała do 1990 roku.

## Historia
Ulica Głęboka połączyła dwa ośrodki władzy miasta – książęcy na Wzgórzu Zamkowym z podporządkowanym mu ośrodkiem w Ratuszu Miejskim. Zapoczątkowała ten proces lokacja Cieszyna, która nastąpiła w XIII wieku, poprzez wytyczenie pierwszego cieszyńskiego rynku w miejscu obecnej ulicy Stary Targ (opisywanym jako Stary Rynek). Skutkowało to utworzeniem średniowiecznej ulicy prowadzącej od zamku do rynku i dalej – aż do murów miejskich, w pobliże obecnej ulicy Wacława Olszaka. Rozwój przestrzenny ulicy zakończył się w 1496 roku, wraz z podarowaniem przez księcia Kazimierza II cieszyńskiego działki pod nowy ratusz posadowiony przy nowym rynku – w miejscu jego obecnej lokalizacji. Ulica wraz z jej przedłużeniem współcześnie ulicą Szersznika (dawniej ulicą Jezuicką) tworzyła wewnętrzny ciąg komunikacyjny prowadzący od Wodnej Bramy do Wyższej Bramy i równocześnie był istotnym fragmentem szlaku prowadzącego z Czech do Polski.
Ważnym etapem przemian ulicy Głębokiej był wiek XVIII i okres panowania cesarza Józefa II Habsburga, który zdawał sobie sprawę z wagi szlaków handlowych (transport m.in. miedzi i ołowiu) prowadzących z Moraw do Polski i z Węgier na Śląsk. Cesarz chcąc zwiększyć jakość szlaku nakazał wytyczyć nową drogę nazwaną cesarską, co miało ulicę Głęboka, która wraz z pozostałą częścią traktu została zbudowana z czterech warstw tłucznia i miała zapewniać przejezdność przez cały rok.
W 1789 roku w Cieszynie wybuchł pożar, który zniszczył prawie całe miasto (ogółem 276 budynków). Odbudowę miasta nadzorował Urząd Gubernialny w Brnie, w osobie Karla Jacobiego d’Eckholma. Jego zadaniem było oszacowanie strat, opracowanie planu modernizacji miasta i przygotowanie projektów budynków użyteczności publicznej oraz cieszyńskich świątyń. Efektem tego był plan Geometrischer Grundriss der stadt Teschen, który miał skutkować poszerzeniem ulic, w tym Głębokiej na szerokość od 10 do 12 metrów i odbudowę za pomocą trwałych materiałów, co odzwierciedliło decyzję władz Gubernium Śląsko-Morawskiego, które zarządziły budowę domów wyłącznie murowanych i wybrukowaniem Głębokiej kamieniem rzecznym (wcześniej ulice Cieszyna były wyłożone drewnem). Jacobi proponował kompleksowe zmiany, do których należało: utworzenie sieci zbiorników wodnych pomocnych w gaszeniu kolejnych pożarów, wyburzenie bramy wodnej przy domu nr. 2, częściowe wyburzenie domów nr 3 i 4 oraz podcieni w domach nr 5–8. Podcienie, czyli lauby, były charakterystycznym elementem ulicy Głębokiej, które znajdowały się po obu stronach ulicy i pozwalały na jej przejście suchą stopą w trakcie deszczu i handel w ich obrębie. Niektóre podcienia odbudowano po pożarze, część zlikwidowano w latach późniejszych, a do czasów obecnych przetrwały wyłącznie tzw. Małe Lauby (od Głębokiej 17 do 23). Z tych zlikwidowanych najbardziej znanym fragmentem, który trafił do miejskiej legendy, są tzw. Diabelskie Lauby (Diabelskie Podcienia / Podcienia Nieszczęścia), fragment kamienicy nr 196 należącej wtedy do rodziny Gorgosch. Przekaz mówił, że kto przez nie przejdzie, to tego samego dnia będzie miał jakieś kłopoty. Likwidacja podcieni, która nastąpiła w 1911 roku, mogła mieć związek z optymalizacją trasy tramwaju kursującego ulica Głęboką od 1910 roku. Efektem przebudowy i zmian z tym związanych, był też zanik kładki pieszej, która byłą zawieszona nad ulicą (w okolicy placu Stary Targ) pomiędzy wyniesionymi podcieniami.
Do 1882 roku ulica Głęboka była oświetlana lampami naftowymi i olejowymi, których całym mieście było niewiele, bo 50. W roku 1882 przy ulicy Strzelniczej (obecnie Czeski Cieszyn) wybudowano gazownię, dzięki której powstała siec latarni gazowych, których przy samej ul. Głębokiej było 131.
W latach dziewięćdziesiątych XIX wieku powstał plan układu przestrzennego Cieszyna opiniowany przez wiedeńskiego architekta i urbanistę – Camillo Sitte, według którego ulica Głęboka miała zostać pozbawiona podcieni wykraczających poza linię zabudowy pozostałych kamienic. Większość właścicieli kamienic była przeciwna tym założeniom, jednak przebudowa kamienicy, w której powstał tzw. Dom Niemiecki (obecnie Biblioteka Miejska, Głęboka 15) oraz sąsiedniej kamienicy Karla Gorgoscha (obecnie Głęboka 13) spowodowały, że linia zabudowy została cofnięta, a nowe posesje powstały bez podcieni. Wtedy też – w roku 1898 ulica Głęboka została wybrukowana kostką granitową. Rok 1910 był momentem, gdy powstała elektrownia firmy A. E. G. Union Elektrizitäts-Gesellschaft (obecnie ul. Mostowa 2), co umożliwiło zmianę oświetlenia gazowego na elektryczne.

## Kalendarium ulicy
27 lutego 1789 roku w Cieszynie – pożar Cieszyna, który strawił 278 budynków, po którym odbudowa trwała 11 lat.
22 lipca 1810 roku – obchody 100-lecia Cieszyna, których częścią była procesja z kościoła parafialnego św. Marii Magdaleny (ulicą Głęboką) do kościoła św. Jerzego.
10 stycznia 1898 r. – otwarcie Domu Niemieckiego (Głęboka 15).
12 lutego 1911 roku – uruchomienie regularnych przewozów tramwajowych, które przebiegały ulica Głęboką.
24 listopada 1918 r. – uroczyste ślubowanie 2000 milicjantów Milicji Polskiej złożone Radzie Narodowej Księstwa Cieszyńskiego (efektem tego było zatarasowanie ulicy Głębokiej, co zostało udokumentowane na zdjęciach).
2 kwietnia 1921 – likwidacja linii tramwajowej, która nastąpiła wyniku podziału miasta w 1920 r, na część polską (Cieszyn) i czechosłowacką (Czeski Cieszyn)
21 grudnia 2007 – wejście Polski do strefy Schengen, obchody tego wydarzenia skoncentrowały się przy moście granicznym łączącym Cieszyn i Czeski Cieszyn, do którego prowadzi ulica Głęboka wraz z ulicą Zamkową.
12 stycznia 2022 – oficjalne zakończenie rewitalizacji ulicy Głębokiej.
29 grudnia 2024 – katastrofa w wyniku wybuchu gazu w trzypiętrowej kamienicy pod adresem Głęboka 32.

## Znane adresy
Znane adresy to te, które powtarzane były w przewodnikach turystycznych oprowadzających po Cieszynie, czy w opracowaniach historycznych.
Głęboka 15 – tzw. Dom Niemiecki (nazwa z przełomu przełomie XIX i XX w), dawna siedziba niemieckich stowarzyszeń i organizacji, obecnie budynek Bibliotek Miejskiej w Cieszynie. Budynek w stylu neomanieryzmu niderlandzkiego. Najbardziej znanym właścicielem posesji (jeszcze przed obecnym jej kształtem, w XVIII w.) był włoski, szlachecki ród Cselestów z Celestina. Ten ród pochodzący z Włoch bodaj najczęściej jest, spośród przedstawicieli stanu szlacheckiego, kojarzony z domem przy Głębokiej nr 15. był z tego, że spotykały się w nim osoby należące do stowarzyszenia Schlaraffia Teschenia (towarzystwo nonsensu). Ta organizacja ze względu na swoją strukturę i sposób funkcjonowania była niesłusznie łączona z masonerią. W marcu 1918 r. kamienicę odkupił Centralny Bank Niemieckich Kas Oszczędności, który zlecił firmie Eugena Fuldy adaptację i remont budynku. Wygląd kamienicy w XXI w. – zbliżony do kształtu w momencie jej powstania – jest związany z kolejnym remontem, który nastąpił po dalszej zmianie właściciela. Nastąpiło to w roku 1932 r., kiedy kamienicę odkupiło małżeństwo Jäger, zlecając prace adaptacyjne architektowi Henrykowi Meznzlowi.
Głęboka 25 – (dawny) hotel Austria, powstawał stopniowo i początkowo był to klasycystyczny, dwupiętrowy budynek, w którym w 1880 roku właściciel posesji – Franz Stiller urządził kawiarnię i restaurację. Jej częstym gościem był arcyksiąże Eugeniusz, bratanek ówczesnego księcia cieszyńskiego Albrechta, który w okresie swojego pobytu w Cieszynie praktycznie organizował życie kulturalne miasta. Pod koniec 1891 roku Franz Stiller dostrzegając potencjał i potrzebę realizacji wydarzeń kulturalnych, dobudował (przy ulicy Browarnej) salę koncertową o powierzchni 260 m², mieszcząca 450 osób, która została nazwaną Salą Arcyksięcia Eugeniusza. W tej sali odbywały się występy artystyczne, bale, pikniki, imprezy charytatywne, seanse spirytystyczne, czy też pokazy kinetoskopu. W 1894 roku w budynku powstał hotel z 15 pokojami, który z racji swojej renomy i standardu, od 1914 roku funkcjonował pod nazwą Grand Hotel Austria. Najbardziej znanym gościem hotelu był Józef Piłsudski, który w 1914 roku stacjonował w Cieszynie organizując I Brygadę Legionów Polskich.
Głęboka 42 – pod tym adresem, w roku 1922 bracia Brunon i Wilhelm Schramek założyli wytwórnię słodyczy (w tym i wafli), w której na przełomie XVIII/XIX pracowało dziesięć osób. Trwało to do roku 1924, gdy z braku możliwości rozwoju i braku miejsca, bracia zdecydowali o budowie fabryki (zakład o nazwie Tip Top) na Liburni (tak było nazywane zbocze przy obecnej ul. Liburnia), rozszerzając asortyment m.in. o batoniki, pierniki oraz biszkopty. Wybuch II wojny światowej zmusił Schramków do emigracji (fabrykę przejął jeden z ich pracowników), a po jej zakończeniu zakład został znacjonalizowany. W 1950 roku fabryka została połączona z firmą Delta, tworząc Zakłady Przemysłu Cukierniczego Olza, w których to, w 1955 roku, powstał wafelek Prince Polo.
Głęboka 50 – pod tym adresem od 1996 roku mieści się Muzeum Drukarstwa. To muzeum założone przez Karola Franka (kolekcjonera fotografii, autora wystaw historii fotografii, organizatora wystaw kolekcjonerskich o sztuce poligraficznej, długoletniego dyrektora muzeum) zostało wyposażone m.in. w: typograficzną drukarnię z zestawem czcionek, matryce, klisze chemigraficzne i drzeworytnicze, urządzenia i maszyn odlewnicze, urządzenia drukujące, prasy dociskowe i urządzenia introligatorskie.
Do ulicy Głębokiej przylega Plac Świętego Krzyża (zlokalizowany ok. 50 m od rynku), przy którym jest ulokowany, wybudowany ok. 1263 roku kościół św. Marii Magdaleny. Początkowo była to świątynia klasztorna zakonu dominikanów pod wezwaniem Najświętszej Maryi Panny, która kryje szczątki wszystkich Piastów cieszyńskich, a także niektórych przedstawicieli lokalnej szlachty.

### Nadworny fotograf
Znanym adresem jest Głęboka 56. Pod tym adresem mieści się cieszyński oddział PTTK „Beskid Śląski” założonego w 1910 roku jako oddział Polskiego Towarzystwa Tatrzańskiego). Ten adres jest jednak bardziej szczególny dla ul. Głębokiej z powodu istnienia atelier fotografa Henryka Jandaurka, który założył je w tym miejscu w 1870 roku. Lokalizacja jego pracowni (a także mieszkania, które mieściło się na piętrze) była doskonała – dawała możliwość fotografowania życia codziennego i wydarzeń, które odbywały się w jej najbliższej okolicy, co wykorzystał Jandaurek. Na parterze, w części pierwszej była sala z recepcją, a na sesje zdjęciowe przechodzili do studio, które znajdowało się na tyłach kamienicy, w ogrodzie. U Jandaurka fotografowali się m.in. członkowie rodziny panującej, w tym i cesarz Franciszek Józef, a także arystokracja, szlachta, duchowieństwo, mieszczaństwo i okoliczni chłopi. Jego wysoki kunszt i warsztat był wielokrotnie nagradzany: w roku 1875 oraz w roku 1887 otrzymał medal elitarnego, Wiedeńskiego Towarzystwa Fotograficznego, a w 1900 w. tytuł cesarsko-królewskiego nadwornego fotografa. Atelier miało też swoje filie w Opawie i w Żylinie i funkcjonowało do 1945 roku, do momentu wkroczenia Armii Czerwonej do Cieszyna.

## Żydzi z ulicy Głębokiej
Od okresu reformacji Cieszyn był miastem wielonarodowym i wielokulturowym, w którym oprócz Polaków mieszkali Czesi, Niemcy, Żydzi oraz Węgrzy. W okresie międzywojennym Żydzi stanowili ok. 10% mieszkańców Cieszyna, a ich znaczna część mieszkała na ulicy Głębokiej. Byli właścicielami ok. 30% kamienic na tej ulicy i w tym miejscu prowadzili handel, mieli swoje miejsca pracy, a zakres działalności (rodzaj profesji) był największy w skali całego miasta:
- Ajencje handlowe – Głęboka: 13, 24, 25,
- Cholewkarze – Głęboka: 34, 54,
- Dentyści – Głęboka: 15, 54 62, 64, Domokrążcy – Głęboka: 17, 32,
- Elektrycy – Głęboka 58,
- Fryzjerzy – Głęboka 54,
- Geometrzy – Głęboka: 9, 55,
- Harciarstwo – Głęboka 33,
- Handel drzewem – Głęboka 23
- Handel jarzynami i owocami – Głęboka 40
- Handel obuwiem – Głęboka: 40, 47,
- Handel papierem – Głęboka: 5 i 16,
- Handel kapeluszami i futrami – Głęboka: 66,
- Handel parasolami – Głęboka 26,
- Handel różny – Głęboka:52,
- Handel skórami i przyborami szewskimi – Głęboka: 30, 39,
- Handel na straganach – Głęboka: 40, 42,
- Handel suknem – Głęboka:36,
- Handel szkłem i porcelaną – Głęboka 17,
- Handel szczotkami – Głęboka 46,
- Handel towarami tekstylnymi – Głęboka: 26, 31, 53, 54, 56, 57,
- Handel ubraniami – Głęboka: 5, 14, 18, 24, 28, 49,
- Handel żelazem – Głęboka 42,
- Krawiec damski i krawcowe – Głęboka 21,
- Księgarnie – Głęboka 3,
- Palarnia kawy – Głęboka: 42,
- Pralnie bielizny – Głęboka: 33, 34,
- Sprzedaż biżuterii – Głęboka: 25, 53,
- Sprzedaż cukierków i wafli – Głęboka: 5, 41, 42,
- Sprzedaż gazet – Głęboka: 4, 39,
- Sprzedaż – Głęboka: 4, 39,
- Sprzedaż kosmetyków – Głęboka: 5, 33, 54,
- Sprzedaż maszyn – Głęboka: 38, 53, 57,
- Szklarze: Głęboka 17,
- Wydawnictwa i sprzedaż gazet – Głęboka 39,
- Wyrób czapek – Głęboka 48,
- Wyrób lodów – Głęboka 15,
- Wyrób parasoli – Głęboka 28,
- Wyrób perfum i kosmetyków – Głęboka 38,
- Zegarmistrz – Głęboka 52.

## Szyldy i reklamy sprzed 100 lat
W 1930 roku została wydana publikacja p.t. „Letnisko Cieszyn”, której autorem był Józef Londzin (ksiądz, historyk, burmistrz Cieszyna). Zostały w niej przedstawione walory Cieszyna oraz historia miasta oraz - na jednej stronie znalazł się spis cieszyńskich lekarzy, a na pozostałych różnego rodzaju reklamy cieszyńskich przedsiębiorców i instytucji (np. teatru i kina). Publikacja została udostępniona cyfrowo na portalu Śląskiej Biblioteki Cyfrowej, na podstawie archiwum Książnicy Cieszyńskiej.
- Głęboka 8 – „Ed. Krögler, Tel. 62, Wysyłka naturalnych wód mineralnych i soli łazienkowej. Handel kolonjalny, farb i nasion”[29].
- Głęboka 10 – „Drogerja pod Czarnym Psem, W. ZIMA, poleca: artykuły fotograficzne, wody mineralne, chemikalja, zioła i korzenie, artykuły lecznicze, kosmetyczne i perfumeryjne, gąbki kąpielowe, szczoteczki do zębów, wszelkie środki desynfekcyjne”[29].
- Głęboka 15 – „ŚLĄSKI BANK ESKOISTOWY, BANK DWIZOWY, FILJA CIESZYN, Telefon 2, 108, Poleca się do wszelkich czynności wchodzących w zakres działalności banków”[29].
- Głęboka 25 – „Hotel Austrja, wlaściciel G. Struhal, od dawna znany Dom, 3 minuty od łazieniek i granicy państwowej, 40 pokoi, światło elektr., centralne ogrzewanie. KAWIARNIA: wielka jadalnia, wyśmienita kuchnia, codziennie wieczorny KONCERT, DANCING, Telefon 68"[29].
- Głęboka 25 – „W. KOSSAK, ul. Głęboka, obok hotelu Austrja, Pierwszorzędny Salon Fryzjerski dla Panów i Pań. Specjalność: elektr. stałe ondulacje, farbowanie włosów Henną i t. d.”[29].
- Głęboka 33 – „Karol Pfeifer, Alpina – szwajcarskie, precyzyjne zegarki, Wielki skład jubilerski. Wyroby ze złota i srebra. Najlepsze marki”[29].
- Głęboka 34 – „Med. Dr. ROMAN PASSEK, Prym. Szpitala Braci Miłosiernych – Primarius d. Barmherzigenbr.-Spitals ordynuje 11-12 przedpoł. i 2-4 po poł. – ordiniert 11-12 vorm. u. 2-4 nachm. Leczenie wysokiem napięciem elektrycznem, galwanizacja, faradyacja, elektryczny masaż wibracyjny, elektryczne kąpiele dwu i czterokomorkowe. – Leczenie światłem niebieskiemu Magnetoterapia. Oświetlenie lampą kwarcową”[29].
- Głęboka 38 – „J. BERNADZIK, Największy skład damskich i dziecinnych kapeluszy, wszystkie dodatki dla modniarek. W przedsiębiorstwie przerabia się także wszelkiego rodzaju kapelusze damskie ze słomy lub filcu według najmodniejszych i najnowszych fasonów”[29].
- Głęboka 44 – „Skład wędlin Żywieckich, znanej firmy JANINA w każdej ilości, codziennie świeże deserowe masło, wszelkie inne artykuły spożywcze pierwszej jakości prowadzi JÓZEF BRZÓSKA – handel delikatesów i towarów kolonialnych”[29].
- Głęboka 47 – „Antoni Lewinsky, Fabryka wyrobów wełnianych, Wyrób artykułów wełnianych Specjalny wyrób konfekcji dziecięcej i wszystkich artykułów wchodzących w zakres robót wełnianych. Hurtownie i detailicznie” oraz „Wielki wybór manufaktury krajowej i zagranicznej. Materje wełniane i bielizna. Specjalność: Przybory do strojów śląskich”[29].
- Głęboka 48 – „ADOLF KAPELLNER I BRAT, Filja w Cieszynie, Specjalny skład maszyn do szycia rękodzielniczych i domowych oraz rowerów i części składowych. Maszyny do pisania, taśmy i kalki. Wirówki do odtłuszczania mleka. Ceny fabryczne! także na małe spłaty miesięczne. Przyjmuje się do naprawy maszyny do pisania, szycia, rachowania i t. d.”[29].
- Głęboka 54 – „Leopold Rosenberg – Higieniczny salon dla Pań i Panów. Zakład urządzony według najnowszych wymogów, wykonuje dyskretne zabiegi jako to: farbowanie włosów Henną w różnych kolorach, elektr. masaż twarzy i t. p.; urządzone są osobne gabinety. Wykonuje wszelkie wyroby z włosów. W Zakładzie usługują pierwszorzędne siły, specjalista do strzyżenia Pań. – Sprzedaż artykułów toaletowych. – Filja: Wyższa Brama”[29].
- Głęboka 62. – „Dr. Zang Antoni – Lekarz Wojskowy. Lekarz Wszechnauk Lekarskich”[29].
- Głęboka 62 – „Dentysta ARNOLD BORGER – Modnie urządzony Zakład Dentystyczny zaopatrzony w najnowsze środki pomocnicze. Specjalista w wykonaniu mostków, koron złotych, szczęk, plomb, jak również i wszelkich innych robót fachowych. Zakład znajduje się obok łazienek”[29].
- Głęboka 62 – „Apteka pod Aniołem, EDWARD RASCHRA, Telefon 2301VIII. W pobliżu łazienek miejskich”[29].

## Rewitalizacja
We wrześniu 2020 roku rozpoczął się remont ulicy, który trwał do stycznia 2022 (12 stycznia 2022, to termin odbioru końcowy robót) i był podzielony na pięć etapów:
- Etap 1 (Zamkowa – Mennicza) – do 31 kwietnia 2021
- Etap 2 (Mennicza – Browarna) – 1 kwietnia 2021 – 25 lipca 2021
- Etap 3 (Browarna – Stary Targ) – 26 lipca 2021 – 12 września 2021
- Etap 4 i 5 (Stary Targ – Olszaka – Rynek wraz z pl. Św. Krzyża) – 5 lipca 2021 – 30 października
- Mała architektura i urządzanie bezpieczeństwa ruchu do 04.11.21

Rewitalizacja ul. Głębokiej była częścią projektu „Szlakiem cieszyńskiego tramwaju – rozwój transgranicznej turystyki”, a jej (rewitalizacji) celem było:
- stworzenie przyjaznej dla mieszkańców, przedsiębiorców i turystów przestrzeni publicznej;
- zwiększenie potencjału handlowo-usługowego;
- zwiększenie ruchu turystycznego;
- likwidacja części barier architektonicznych;
- stworzenie możliwości poruszania się alternatywnymi środkami komunikacji – hulajnogi, rowery elektryczne itp.;
- poprawa bezpieczeństwa osób korzystających z ulicy, w tym głównie pieszych;
- poprawa środowiskowych aspektów funkcjonowania przestrzeni zurbanizowanej poprzez wprowadzenie elementów zieleni;
- doprowadzenie zabytku do właściwego stanu estetycznego;
- promocja miasta w regionie i poza nim.

W ramach projektu w ulicę Głęboką, w część chodnika biegnącego wzdłuż kamienic o nieparzystych numerach, została wkomponowana pamiątkowa szyna tramwajowa w miejscach, w których istniały przystanki tramwajowe na ul. Głębokiej (były to 3 przystanki: Stary Targ, Hotel Austria i Mennicza) cieszyńskiego tramwaju, który kursował w latach 1911–1921.

## Tablice pamiątkowe
Na elewacji frontowej kamienicy przy ul. Głęboka 13 w 150. rocznicę powstania Tygodnika Cieszyńskiego została ufundowana tablica pamiątkowa. Powstała ona dzięki inicjatywie Macierzy Ziemi Cieszyńskiej i została zawieszona w miejscu, w którym mieszkał Paweł Stalmach – długoletni redaktor pierwszego polskiego pisma w Cieszynie – Gwiazdki Cieszyńskiej.
Pod adresem Głęboka 16 istnieje tablica upamiętniająca księdza Jerzego Trzanowskiego, krzewiciela i twórcy pieśni ewangelickiej, umieszczona tam w 400-letni jubileusz urodzin.
W dawnym hotelu Austria – kamienicy przy ul. Głębokiej 25, w 1914 roku mieszkał Józef Piłsudski. W 1999 roku na pamiątkę tego wydarzenia umieszczono tablicę z płaskorzeźbą. W tej samej kamienicy istniała jeszcze jedna, niemieckojęzyczna tablica wykonana z czarnego marmuru i upamiętniająca postać arcyksięcia Eugeniusza Ferdynanda Habsburga, który stacjonował w kamienicy pod koniec XIX wieku. Obecnie tablica znajduje się w Muzeum Śląska Cieszyńskiego.
Pod adresem Głęboka 56 widnieje tablica pamiątkowa poświęcona Józefowi Smolińskiemu – żołnierzowi Armii Krajowej, umieszczona na budynku, w którym zginął.

## Ulica w filmie
W 2010 i 2011 roku Cieszyn, w tym i ulica Głęboka, była planem zdjęciowym filmu Wszystkie kobiety Mateusza z Krzysztofem Globiszem w roli głównej.
W 2011 roku ul. Głęboka była elementem planu filmowego filmu Yuma, z Jakubem Gierszałem w roli Zygi. Ulica Głęboka była w nim zainscenizowana jako niemieckie miasto pojawiła się w scenie napadu na sklep jubilerski „Berg und Sohn”.
W 2018 roku fragment ul. Głębokiej; adresy Głęboka 1 i 3 – były częścią planu filmowego filmu Legiony, w którym występowali m.in. Sebastian Fabijański i Bartosz Gelner. W tym czasie fragment ul. Głębokiej oraz cieszyńskiej rynku odgrywał rolę lokalizacji z Kielc i odtwarzał wydarzenia z 1914 roku.
W 2024 roku ul. Głęboka zdobyła II. miejsce w konkursie na najlepszą Śląską Lokacją Filmową. Do plebiscytu zgłoszono wtedy 40 obiektów i lokalizacji z 19 miast województwa śląskiego.
W 2024 roku ulica Głęboka (oraz Rynek w Cieszynie) została pokazana w oficjalnym filmie promującym miasto Cieszyn, który jest dostępny na kanale YouTube, na profilu „Cieszyn robi wrażenie”

## Trivia
Na ulicy Głębokiej były 3 z 11 przystanków tramwaju, który kursował w Cieszynie w latach 1911–1921:
- Stary Targ,
- Hotel Austria (przystanek na żądanie),
- Mennicza (przystanek na żądanie).

4. etap Tour de Pologne z 2010 i 2011 roku – trasa z Oświęcimia do Cieszyna, prowadził m.in. przez ulicę Głęboką. Edycja z 2010 roku – jej 4. etap przebiegający ulicą Głęboką był zorganizowany dla upamiętnienia 1200-lecia Cieszyna.
W 2014 roku na terenie m.in. ulicy Głębokiej były prowadzone prace związane z przebudową kanalizacji sanitarnej na terenie Starego Miasta. Prace te były prowadzone pod stałym nadzorem archeologicznym, a ich efektem był szereg odkryć, które w przypadku ul. Głębokiej dotyczyły przylegającego do niej terenu Placu Świętego Krzyża – gdzie odnaleziono szczątki ludzkie oraz przy ulicy krzyżującej się z ul. Głęboka, tj. ul. Wacława Olszaka, gdzie w dwóch miejscach odkryto fragmenty średniowiecznej zabudowy.
W 2021 roku Muzeum Śląska Cieszyńskiego zorganizowało wystawę czasową p.n. „Była sobie ulica...czyli rzecz o dawnej Głębokiej”. Kuratorem wystawy, którą można było zwiedzać także wirtualnie był Jan Paweł Borowski.
W 2022 roku, na bloku mieszkalnym przy ul. Ludwika Brożka 19 w Cieszynie, powstał mural „Tramwaje cieszyńskie”. Na muralu widnieje czerwony tramwaj jadący w górę ul. Głębokiej, w pobliżu skrzyżowania z ul. Menniczą, na tle czarno-białych kamienic ul. Głębokiej, numery: 42 (adres jest związany z historią wafelków Prince Polo), 44 oraz 45 i 47.
W 2021 roku zaplanowano kompleksowe prace polegające na przywracaniu historycznego wyglądu ulicy Głębokiej, której częścią było odtworzenie, również według historycznych wzorów, witryn sklepowych.
Fragmenty ulicy Głębokiej można zwiedzać wirtualnie, poprzez „spacer” w serwisie siliesia.travel (utworzonym przez Śląską Organizację Turystyczną) i dostępny pod linkiem: https://wycieczki.silesia.travel/pl-PL,w450.html
W secesyjnej kamienicy przy pl. Św. Krzyża 1, w budynku przylegającym do ul. Głębokiej, mieści się najstarsza i działająca zabytkowa cieszyńska winda osobowa.

## Ewidencja zabytków
W Gminnej Ewidencji Zabytków Cieszyna jest wpisanych kilkadziesiąt kamienic z ulicy Głębokiej:
1. Głęboka 1 - XVIII w., nr wpisu A-223/77
2. Głęboka 3 - 1870 r.
3. Głęboka 4 - 1912 r.
4. Głęboka 5 - lata 20. XX w., nr wpisu A-538/87
5. Głęboka 6 - 1912 r.
6. Głęboka 7 - 1914 r.
7. Głęboka 8 - XVIII w.A-224/77
8. Głęboka 9 - przełom XVII i XVIII w., nr wpisu A-225/77, A-539/87
9. Głęboka 10 - 1905 r.
10. Głęboka 11 - koniec XIX w., nr wpisu A-535/87
11. Głęboka 12 - połowa XX w.
12. Głęboka 13 - 1914 r.
13. Głęboka 14 - 3 ćw. XIX w.
14. Głęboka 15 - początek XX w., nr wpisu A-536/87
15. Głęboka 16 - koniec XIX w.
16. Głęboka 17 - XVIII w., nr wpisu A-226/77
17. Głęboka 18 - 1 połowa XIX w.
18. Głęboka 19 - XVIII w., nr wpisu A-227/77
19. Głęboka 20 - 1 połowa XIX w.,
20. Głęboka 21 - XVIII w., nr wpisu A-228/77
21. Głęboka 22 - XVIII w., nr wpisu A-229/77
22. Głęboka 23 - XVIII w., nr wpisu A-229/77
23. Głęboka 24 - przełom XVII i XVIII w.
24. Głęboka 25 - 2 połowa XIX w.
25. Głęboka 26 - koniec XIX w.
26. Głęboka 27 - XVII w.
27. Głęboka 28 - XIX w., nr wpisu A/811/2021
28. Głęboka 29 - 1 połowa XIX w.
29. Głęboka 30 - XVIII w.
30. Głęboka 31 - początek XIX w., nr wpisu A-415/86
31. Głęboka 32 - XVIII w.
32. Głęboka 33 - XVIII w.
33. Głęboka 34 - 1910 r.
34. Głęboka 35 - 1912 r.
35. Głęboka 36 - 1 połowa XIX w.
36. Głęboka 37 - przełom XVII i XVIII w., nr wpisu A-230/77
37. Głęboka 38 - 1 połowa XIX w.
38. Głęboka 39 - przełom XVII i XVIII w., nr wpisu A-231/77
39. Głęboka 40 - XIX w.
40. Głęboka 41 - przełom XVII i XVIII w., nr wpisu A-232/77
41. Głęboka 42 - przełom XVIII i XIX w.
42. Głęboka 43 - przełom XVII i XVIII w., elewacja frontowa z połowy XIX w., nr wpisu A-233/77
43. Głęboka 44 - 1897 r.
44. Głęboka 45 - 1910 r.
45. Głęboka 46 - 1899 r.
46. Głęboka 47 - 2 połowa XIX w.
47. Głęboka 48 - przełom XVII i XVIII w., nr wpisu A-234/77
48. Głęboka 49 - 1910 r.
49. Głęboka 50 - XVIII w.
50. Głęboka 52 - koniec 1904 r.
51. Głęboka 53 - 1 połowa XIX w.
52. Głęboka 54 - 1905 r.
53. Głęboka 55 - 1 połowa XIX w.
54. Głęboka 56 - 1 połowa XIX w.
55. Głęboka 57 - 2 połowa XIX w.
56. Głęboka 58 - 1 połowa XIX w.
57. Głęboka 59 - 1 połowa XIX w.
58. Głęboka 60 - 1 połowa XX w.
59. Głęboka 62 - 1910 r.
60. Głęboka 64 - 1905 r.

W rejestrze Wojewódzkiego Urzędu Ochrony Zabytków widnieje szesnaście wpisów dotyczących budynków z ulicy Głębokiej:
1. ul. Głęboka 1 - kamienica, nr rejestru nr rejestru 223/77 bielskie
2. ul. Głęboka 8 - kamienica, nr rejestru 224/77 bielskie
3. ul. Głęboka 21 - kamienica, nr rejestru 228/77 bielskie
4. ul. Głęboka 23 - kamienica 229/77 bielskie
5. ul. Głęboka 9 - budynek mieszkalny, nr rejestru 225/77 bielskie
6. ul. Głęboka 37 - budynek mieszkalny, nr rejestru 230/77 bielskie
7. ul. Głęboka 39 - budynek mieszkalny, nr rejestru 231/77 bielskie
8. ul. Głęboka 41 - budynek mieszkalny, nr rejestru 232/77 bielskie
9. ul. Głęboka 43 - budynek mieszkalny, nr rejestru 233/77 bielskie
10. ul. Głęboka 48 - budynek mieszkalny, nr rejestru 234/77 bielskie
11. ul. Głęboka 31 - kamienica mieszczańska, nr rejestru 415/86/87 bielskie
12. ul. Głęboka 11 - kamienica mieszczańska, nr rejestru 535/87 bielskie
13. ul. Głęboka 15 - kamienica mieszczańska, nr rejestru 536/87 bielskie
14. ul. Głęboka 19 - budynek mieszkalny, nr rejestru 227/77 bielskie
15. ul. Głęboka 17 - budynek mieszkalny, nr rejestru 226/77 bielskie
16. ul. Głęboka 28 - kamienica, nr rejestru A/811/2021 bielskie